# Pongo, il cane milionario
Pongo, il cane milionario (Pancho, el perro millonario) è un film del 2014 diretto da Tom Fernandéz. 
Il cane protagonista del film è un Jack Russell terrier di nome Pongo.

## Trama
Pongo è un cane ricchissimo, che vive in una casa con tutti i lussi possibili. Un giorno viene contattato da un'azienda, a capo della quale vi è un certo Montalbàn, che gli offre un'alleanza commerciale. Alberto, il maggiordomo di Pongo, svela che l'uomo usa illegalmente bambini per fabbricare peluche. Scoperto questo Pongo rifiuta l'offerta. Allora Montalbàn manda due scagnozzi a rapirlo, ma fortunatamente egli riesce a salvarsi. Dopo che il cane è scampato al pericolo Alberto parte alla sua ricerca, aiutato dalla sua ex compagna di università Patricia.

## Produzione
Le riprese del film sono durate per sette settimane dal 2 settembre al 23 ottobre 2013 a Madrid.

## Distribuzione
Il 30 dicembre 2013 è stato distribuito in Spagna da Atresmedia Cine il primo trailer del film. Il 18 aprile 2014 è stato distribuito in Spagna il trailer definitivo, dopo che era stato presentato il film in anteprima alla diciassettesima edizione del Festival di Malaga il 22 marzo. Il 6 giugno dello stesso anno è uscito nelle sale spagnole. Il 31 luglio è uscito il trailer in Italia distribuito da Eagle Pictures, il film è uscito nelle sale italiane il 25 settembre.
Il doppiaggio dell'edizione italiana è stato curato dalla società ADC GROUP, con i dialoghi italiani curati da Gabriella Fantini e la direzione di Raffaele Fallica.